# Митрополија корејска
Митрополија корејска (грч. Μητρόπολις Κορέας; кореј. 정교회 한국 수도 대교구) епархија је Цариградске патријаршије.
Надлежни архијереј је господин Амброзије, а сједиште митрополије се налази у Сеулу.

## Историја
У 1897 Руска православна црква одлучила је да пошаље мисионаре у Кореју одлуком Светог синода у јулу 1897. године. Архимандрит Амбросе Гунтко предводио је тим три особе, али му је одбијена дозвола за улазак у земљу.
У 1900 години гостољубивија атмосфера између Русије и Кореје допустила је други мисионарски тим на челу са архимандритом Цхрисантхосом Схехткофскиом, који је започео истраживање у Сеулу. У Кореји га је придружио Хиеродеацон Ницхолас Алекеиев из првобитног тима, а потом и Јонах Лефтсенко. Дана 17. фебруара 1900. у импровизованој капели прву познату православну божанску литургију славили су на корејском полуострву.
У 1903 године у Сеулу је изграђена прва православна црква 1903. године. Међутим, јапанска окупација Кореје од 1910. до 1945. године дошла је до интензивног периода прогона против православних верника. У 1912 године, Јован Канг, први изворни корејски православни свештеник, био је посвећен.
У 1921 Свети Синод патриархата Москве окончао је подршку Цркве Кореје, а Јапанска православна црква одустала је од надлежности. Тако је, 1946. године, Православна Црква у Кореји стављена у позицију да се организује као парохија.
Након ослобођења Кореје из Јапана 1945. године, Алексије Ким је био једини свештеник Православног свештеник из Кореје. Али, током Корејски рат га су киднаповали сјевернокорејски војници. Пошто је Корејски рат спустио на земљу, православна заједница у Кореји се распршила и прекинула формална пракса вере.
Међутим, 1953. године, Андрев Халкиопоулос из Војних снага Грчке упознао је корејске православне вернике и договорио да се у Сеулу поново успостави парохија. У 1954 Борис Мун је ордаинед надбискуп Иренијус Јапана. У 1955 Корејска православна заједница званично је изабрала да потпада под надлежност надлежног Екуменског патријаршија у Цариграду.
У 1975 Грчки свештеник Сотириос Трамбас добровољно је служио у корејској православној мисији. Током наредних година основао је манастир, неколико жупа како у Кореји, тако иу другим местима у Азији и сјемениште.
Aприлу 2004. била је основана Митрополија Кореја као епархија Цариградске патријаршије. Први митрополит је био Сотириос Трамбас.